# Hilethera sudanica
Hilethera sudanica är en insektsart som beskrevs av Boris Petrovich Uvarov 1925. Hilethera sudanica ingår i släktet Hilethera och familjen gräshoppor. Inga underarter finns listade i Catalogue of Life.